# Radeon R600
Radeon R600 — кодовое имя графического процессора (GPU) корпорации ATI Technologies, лежащего в основе серий видеокарт Radeon HD 2000/3000 и FireGL 2007.
Видеокарты серии HD 2000 были выпущены для конкуренции с видеокартами серии GeForce 8000 от компании Nvidia, а карты линейки HD 3000 были соперниками с картами серии GeForce 9000.
В комплекте был код на активацию Orange Box.

## Архитектура

### Унифицированные шейдеры
«R600» стал первым графическим процессором для домашних компьютеров производства ATI, основывающимся на архитектуре унифицированных шейдеров. Это уже второе поколение унифицированных шейдеров ATI и базируется на графическом процессоре «Xenos», использующимся в игровых приставках Xbox 360, в которых впервые в мире была применена подобная шейдерная архитектура. В предыдущих архитектурах GPU использовались отдельные процессоры для каждого типа графических функций. Унифицированная архитектура использует множество гибко настраиваемых процессоров, которые могут быть запрограммированы на исполнение шейдеров различных типов, что значительно увеличивает пропускную способность ГП (в зависимости от набора инструкций в приложении как указано ниже). Ядро R600 обрабатывает вершинные, геометрические и пиксельные шейдеры как описано в спецификации Direct3D 10.0 для Shader Model 4.0 помимо полной поддержки OpenGL 3.0.
Новая функциональность унифицированных шейдеров основывается на VLIW-архитектуре, согласно которой ядро должно выполнять операции параллельно.
Каждый шейдерный кластер состоит из 5 потоковых процессоров. Каждый потоковый процессор (кроме пятого) может обрабатывать законченную MAD- (или ADD- или MUL-) инструкцию с плавающей запятой одинарной точности за такт, скалярное произведение (а также специальные варианты комбинирования ALU) и целочисленную ADD-инструкцию. Пятый процессор по своему устройству более сложен и может дополнительно обрабатывать специальные трансцендентные функции, такие как sine и cosine. Каждый шейдерный кластер может исполнять 6 инструкций за такт (в пике), то есть 5 шейдерных инструкций и 1 ветвления.
Необходимо отметить, что VLIW-архитектура принесла с собой и свои классические проблемы, унаследовав их от дизайна VLIW, и в первую очередь проблему поддержки оптимального выполнения потока инструкций. Кроме того, чип не может одновременно выполнять инструкции в случае, когда выполнение одной зависит от результатов второй. Производительность ГП сильно зависит от смеси инструкций, используемых приложением, и того, насколько хорошо компилятор реального режима в драйвере может упорядочивать вызываемые инструкции.
Ядро R600 включает в себя 64 шейдерных кластера, в то время как ядра RV610 и RV630 обладают лишь 8 и 24 шейдерными кластерами соответственно.

### Аппаратная тесселяция
ГП оснащен дополнительными возможностями, не являющихся частью спецификации DirectX 10.0. К ним относятся программируемые блоки тесселяции, схожие с теми, что присутствовали в ГП Xenos (кодовое имя «C1»), также разработанными ATI. Такой блок позволяет разработчику взять простой набор полигонов и разбить его согласно функции вычисления кривой поверхности, причем с различными формами тесселяции в виде поверхностей Безье с N-патчами, B-сплайнами и NURBS, а также некоторыми техниками разбития поверхности, которые обычно применяются в картах смещениях текстур. Это позволяет у простой низкополигональной модели значительно усложнить плотность полигонов в реальном времени с минимальными потерями производительности. Скотт Воссон из Tech Report во время демонстрации AMD технологии заметил, что результирующая модель была настолько плотно обтянута миллионами полигонов, что выглядела сплошной.
Данный модуль есть развитие предшествующей технологии «TruForm» самой же ATI, впервые примененной в Radeon 8500, и демонстрировавшей аналогичную функциональность, реализованную аппаратно. На момент презентации подобная аппаратная тесселяция не являлась частью нынешних требований OpenGL или Direct3D, а конкуренты, как например GeForce 8, не имеют подобных аппаратных реализаций, но Microsoft включила тесселяцию в свои планы, касающиеся D3D10.1.
Старая технология «TruForm» мало привлекла внимание разработчиков ПО и была задействована лишь в нескольких довольно дорогих играх (как например, Madden NFL 2004, Serious Sam, Unreal Tournament 2003 и 2004, а также неофициально в Morrowind), так как данная возможность не поддерживалась графическими процессорами производства NVIDIA, у которой было собственное конкурирующее решение, связанное с обработкой тесселяции, использующее Quintic-RT патчи, причем эта технология получила ещё меньшую поддержку разработчиков. Так как Xenos использует аналогичное аппаратное обеспечение, а Microsoft рассматривает аппаратную тесселяцию поверхности как главную возможность ГП с соответствующей реализацией поддержки аппаратной тесселяции в будущих выпусках DirectX (в DirectX 11), выделенные аппаратные процессоры тесселяции могут обеспечить рост интереса со стороны разработчиков для использования в будущих играх. Реализация от ATI не совместима с требованиями DirectX11.

### Диспетчер потоков
Хотя R600 является значительным отходом от предыдущих архитектур, у неё все ещё много общих черт с её предшественниками. Диспетчер потоков («Ultra-Threaded Dispatch Processor») — главный архитектурный компонент ядра R600, точно так же как это было в ГП серии Radeon X1000. Этот процессор (диспетчер) управляет большим числом динамических потоков трех различных типов (вершинные, геометрические и пиксельные шейдеры) и по мере необходимости переключается между ними. Благодаря большому числу одновременно управляемых потоков становится возможным переопределять поток для оптимального использования шейдеров. Иначе говоря, диспетчер вычисляет что именно происходит в различных частях R600 и пытается поддержать эффективность процесса обработки данных на максимально возможном уровне. Кроме того, существуют нижние уровни «управления»; каждый SIMD-массив из 80 потоковых процессоров имеет собственный обработчик последовательности и арбитр. Арбитр определяет, какой из потоков должен обрабатываться следующим, тогда как обработчик последовательности пытается переупорядочить инструкции для достижения максимальной возможной производительности для каждого из потоков.

### Текстуризация и антиалиасинг
Текстуризация и финальный вывод, реализованный в ядре R600, одновременно схож и отличается от R580. R600 укомплектован 4 текстурными блоками, работающими независимо от шейдерного ядра, как это было сделано в процессорах R520 и R580.
Блоки растеризации (от англ. «render output units», сокр. «ROPs») в процессорах серии Radeon HD 2000 теперь выполняют задачу мультисемплового сглаживания (MSAA) с программируемыми сетками семплов и максимумом из 8 семпловых значений, вместо использования пиксельных шейдеров как в серии Radeon X1000. Также нововведением является полноскоростная возможность фильтрации FP16-текстур, популярная благодаря HDR-освещению. ROP также может выполнять трилинейную и анизотропную фильтрацию на всех текстурных форматах. В чипе R600 это означает 16 пикселей за такт для FP16-текстур, тогда как FP32-текстуры с более высокой точностью фильтруются на половинной скорости (8 пикселей за такт).
Возможности сглаживания в R600 превосходят таковые в серии R520. В дополнение к возможности выполнения 8x MSAA, в отличие от 6x MSAA на R300 и вплоть до R580, R600 обладает новым режимом «заказного фильтра сглаживания» («custom filter anti-aliasing» (CFAA)). CFAA означает реализацию неблоковых фильтров, которые отслеживают соседние пиксели вокруг нужного пикселя, которые обрабатываются для вычисления результирующего цвета и сглаживания картинки. CFAA выполняется шейдером, а не в ROP-блоках. Это значительно улучшает программируемость, так как фильтры могут настраиваться, но может также повлечь потенциальные проблемы с производительностью из-за использования ресурсов шейдера. При запуске в продажу R600, CFAA использовал фильтры режимов «wide tent» и «narrow tent». В этих режимах семплы извне обрабатываемого пикселя линейно обрабатываются исходя из расстояния от них до центроида нужного пикселя, причем линейная функция зависит от того, выбран ли широкий или узкий фильтр.

### Контроллеры памяти
Контроллеры памяти соединены через внутреннюю двунаправленную кольцевую шину (архитектура «Ring Bus»), опоясывающую процессор. В ГП Radeon HD 2900 это 1024-битная двунаправленная кольцевая шина (512 бит на чтение и 512 бит на запись) с 8 64-битными каналами памяти для совокупной пропускной способности шины в 512 бит на 2900 XT.; в Radeon HD 3800 это 512-битная кольцевая шина; в Radeon HD 2600 и HD 3600 это 256-битная кольцевая шина; в Radeon HD 2400 и HD 3400 подобная кольцевая шина отсутствует.

### Обработка видео, вывод на экран и дополнительные возможности
Все видеокарты, за исключением карт серии Radeon HD 2900, включают в себя выделенный Unified Video Decoder от ATI для аппаратного декодирования видеопотоков MPEG4, VC-1, H.264, который сами по себе являются ключевой частью технологии AVIVO HD. С точки зрения функциональности, технология PureVideo 2 от NVIDIA предлагает схожее решение аппаратного видеоускорения с UVD, включающим большую разгрузку VC-1.
Поддержка кодирования HDTV реализована за счет встроенного кодировщика AMD Xilleon; сопутствующий чип «Rage Theater», используемый на картах серии Radeon X1000, был замещен цифровым чипом «Theater 200», обеспечивающим поддержку VIVO.
Для вывода на дисплей все варианты включают в себя два двуканальных TMDS-передатчика, за исключением HD 2400 и HD 3400, которые включают один одинарный и один двуканальный TMDS-передатчики. Каждый DVI-выход оснащен двуканальным HDCP-кодером со встроенным ключом раскодирования. Был представлен HDMI-интерфейс, поддерживающий экранное разрешение вплоть до 1920×1080, со встроенным HD-аудиоконтроллером с поддержкой кодирования 5.1-канального LPCM и AC3 форматов. Аудио передается через DVI-разъем при помощи специально спроектированного переходника DVI-в-HDMI для HDMI-выхода, передающего как аудио, так и видео.
Все варианты поддерживают технологию CrossFireX. Эффективность CrossFire была значительно улучшена и демонстрирует производительность, близкую к теоретическому максимуму двукратной производительности одиночной карты.
Несмотря на то, что весьма ощутимая часть архитектуры семейства Radeon HD 2000 довольно схожа с Xenos, семейство Radeon HD 2000 не имеет встроенного кадрового буфера DRAM (eDRAM). eDRAM у Xenos был разработан исходя из ограничений разрешений, с которыми работает Xbox 360. Персональные компьютеры работают с максимальной эффективностью при гораздо большем диапазоне разрешений, которые требуют значительно большее количество eDRAM-памяти для эффективной работы.

### Обновление поколения
Серия была обновлена за счет вариантов с уменьшенным техпроцессом (55 нм): RV670, RV635 и RV620. Все варианты поддерживают PCI Express 2.0, DirectX 10.1 с поддержкой шейдерной модели 4.1, выделенным ATI Unified Video Decoder (UVD) для всех моделей и технологией PowerPlay для десктопных видеокарт.
За исключением серии Radeon HD 3800, все варианты поддерживают 2 встроенных разъема DisplayPort с поддержкой 24- и 30-битных дисплеев с разрешением вплоть до 2560×1600. Каждый разъем обладает 1, 2 или 4 линиями на выход с передачей данных вплоть до 2.7 Гб/сек на линию.
ATI заявила, что поддержка DirectX 10.1 может улучшить производительность и эффективность вычислений при снижении ошибок округления (0.5 ПЗЦ можно сравнить со средним значением 1.0 ПЗЦ в качестве допустимой ошибки), улучшенная детализация и качество изображения, глобальное освещение (способ, применяемый в анимационных фильмах, а также в качестве улучшений для потребительских игровых систем для обеспечения более реалистичной игровой реальности.)

## Продукты для настольных компьютеров
Семейство R600 получило название как серия Radeon HD 2000, причем линейка для энтузиастов получила обозначение как «серия Radeon HD 2900», которая первоначально состояла из Radeon HD 2900 XT с GDDR3-памятью, выпущенного 14 мая, а разогнанная версия с GDDR4-памятью — в начале июля.
Основной и бюджетный сегменты были представлены картами серий Radeon HD 2600 и Radeon HD 2400, соответственно. Оба были выпущены на рынок 28 июня 2007 года.
В начале не существовало линейки продуктов HD 2000, предлагаемой в самом производительном сегменте, пока ATI использовала модели предыдущих поколений для заполнения этой рыночной ниши; ситуация не менялась до выхода вариантов моделей серии Radeon HD 2900, а именно Radeon HD 2900 Pro и GT, которые и заполнили пустующую нишу производительных решений на короткий период времени.

### Radeon HD 2900
Серия Radeon HD 2900 основана на ГП R600, состоящем из 700 миллионов транзисторов, и выполненному по 80-нм фабричному процессу с общей площадью 420мм². Radeon HD 2900 XT стал первой графической картой, в которой была реализована цифровая ШИМ, а точнее 7-фазная ШИМ. Первый продукт линейки, Radeon HD 2900 XT, был выпущен 14 мая 2007.
Radeon HD 2900 Pro функционировал на частотах ниже 600 МГц (ядро) и 800 МГц (память) (эффективная частота 1600 МГц), оснащенный 512 MiB или 1 GiB (GDDR3/GDDR4) видеопамяти и тем же самым 512-битным контроллером памяти, что и Radeon HD 2900 XT, вместо ожидаемого (по слухам) 256-битного контроллера.
Radeon HD 2900 GT был вариантом с 48-шейдерным кластером, функционировавшим на тех же частотах, что и HD 2900 Pro с 256 Мб видеопамяти с 256-битным интерфейсом.

### Radeon HD 2600
Серия Radeon HD 2600 основывается на ГП RV630, состоящем из 390 миллионов транзисторов и произведенном по 65-нм технологическому процессу. Видеокарты серии Radeon HD 2600 обладают поддержкой GDDR3-памяти, 128-битной кольцевой шиной памяти и 4-фазной цифровой ШИМ, площадь чипа составляет 153 мм². GDDR3-версия с интерфейсом PCI-E не требует дополнительных разъемов питания, тогда как варианты HD 2600 Pro и XT AGP требуют дополнительного питания через 4-штырьковые или 6-штырьковые разъемы питания.

#### Radeon HD 2600 X2
Radeon HD 2600 X2 — двухчиповый продукт, состоящий из 2 ядер RV630, размещенных на одной плате с PCI-E-мостом, разделяющим пропускную способность PCI-E x16 на две группы линий PCI-E x8 (каждая обеспечивает 2.0 Гб/с). Карта поддерживает 4 DVI- или HDMI-выхода (через переходник), а также поддерживает конфигурации CrossFire. AMD назвала этот продукт «Radeon HD 2600 X2» по информации от некоторых поставщиков, также это можно было найти в INF-файле драйвера Catalyst 7.9 версии 8.411. Sapphire и другие производители видеокарт, включая PowerColor и GeCube, или анонсировали или продемонстрировали свои варианты продуктов типа «CrossFire на одной плате». Поддержка данного оборудования была добавлена в Catalyst 7.9 в сентябре 2007. Однако, AMD не слишком озаботилась обнародованием этой информации. Производитель может предлагать карты с 256 Мб, 512 Мб или 1 Гб видеопамяти. Хотя применяемая технология памяти остается на усмотрение производителя, большинство производителей предпочли GDDR3- и DDR2-чипы из-за меньшей стоимости производства, и как следствие это обусловило позиционирование данного продукта в средней ценовой категории, а не в качестве высшего производительного решения с высокой ценой.

### Radeon HD 2400
Серия Radeon HD 2400 основывается на ГП RV610. Он обладает 180 миллионами транзисторов и произведен по 65-нм технологическому процессу. Серия Radeon HD 2400 использует 64-битную шину памяти. Площадь чипа составляет 85 мм². Официальный дизайн платы предусматривает только пассивное охлаждение чипа (радиатор вместо вентилятора). Ядро обладает 16 Кб унифицированного вершинного/текстурного кэша в отличие от выделенного вершинного кэша и L1/L2 текстурного кэша, используемых в более производительных моделях.
В результатах испытаний отмечалось, что первая партия ядер RV610 (ревизия A12), выпущенных только для системных сборщиков, содержала ошибку, препятствующую корректной работе UVD, но все остальные части карты работают нормально. Эти продукты официально получили поддержку в версии Catalyst 7.10 драйвера, где именовались как Radeon HD 2350.

### Radeon HD 3800
Серия Radeon HD 3800 основана на ГП RV670, состоящем из 666 миллионов транзисторов и выполненном по 55-нм технологическому процессу с площадью 192 мм², с теми же 64 шейдерными кластерами, что и у ядра R600, но с урезанной шиной памяти до 256 бит.
ГП RV670 также является основой для потокового процессора FireStream 9170, который использует ГП для выполнения общих вычислений с плавающей запятой, которые ранее выполнялись ЦП.
Radeon HD 3850 и 3870 стали доступны в середине ноября 2007.

#### Radeon HD 3690/3830
Radeon HD 3690, который был ограничен лишь китайским рынком, где именовался как HD 3830, обладал тем же самым ядром, что и серия Radeon 3800, но со 128-битным контроллером памяти и 256 Мб GDDR3 памяти. Все прочие аппаратные спецификации остались без изменений.
В дальнейшем был представлен Radeon HD 3830, обладающий характеристиками Radeon HD 3690, но с уникальным ID устройства, не позволявший партнерам-производителям в Китае восстанавливать заблокированные (как вариант, сгоревшие) части ядра ГП для повышения пропускной способности.
Radeon HD 3690 был выпущен в начале февраля 2008 только для китайского рынка.

#### Radeon HD 3800 X2

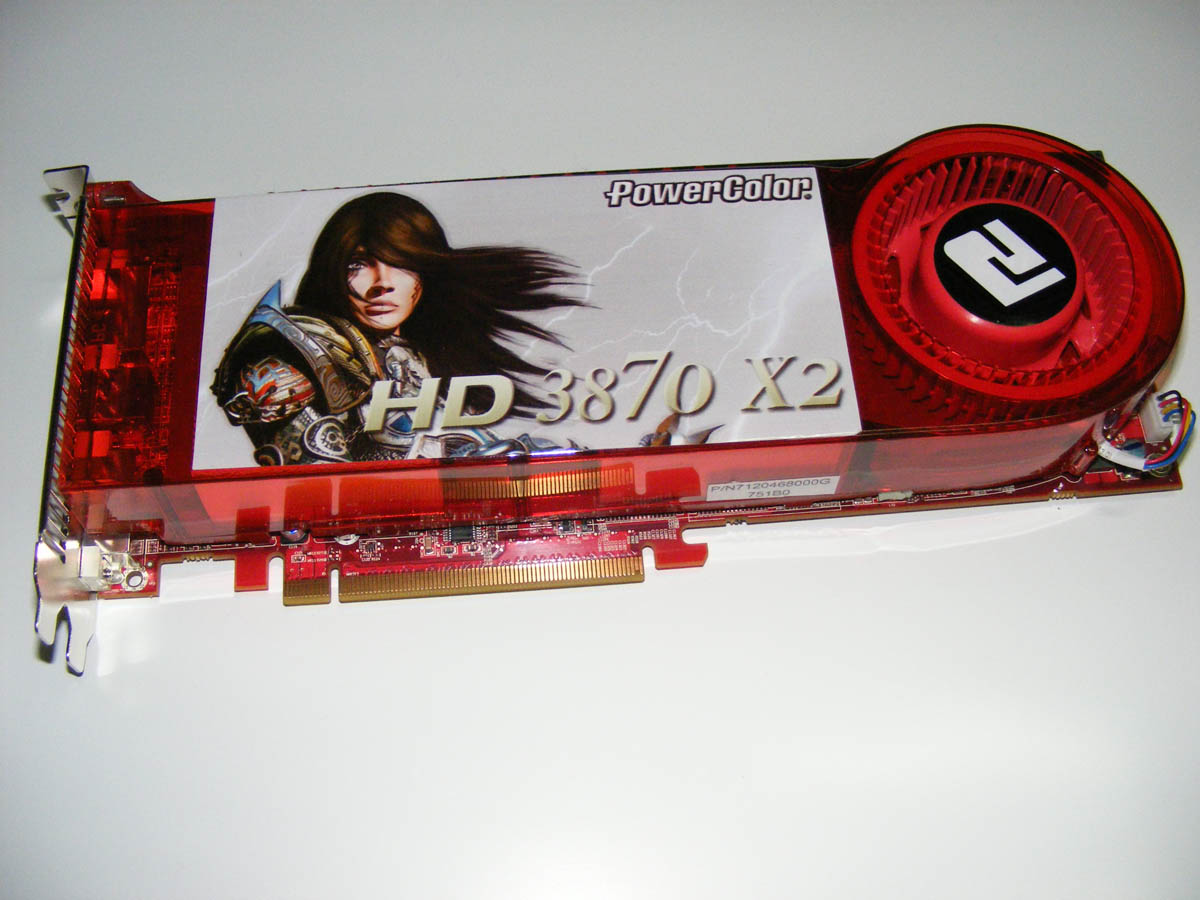
Radeon HD 3870 X2

Radeon HD 3870 X2 (кодовое имя R680) был выпущен 28 января 2008. ГП состоял из 2 ядер RV670 с максимальным объёмом памяти в 1024 Мб GDDR3 SDRAM, рассчитанный на энтузиастов и призванный заменить Radeon HD 2900 XT. Процессор в режиме вычислений с плавающей запятой с одинарной точностью достигал производительности чуть выше 1 TFLOPS (1.06 TFLOPS), тем самым став первым в мире одноплатным графическим продуктом, преодолевшим отметку в 1 TFLOP.
Radeon HD 3870 X2 использовал тот же самый метод взаимодействия двух ядер ГП, что и Sapphire Radeon X1950 Pro Dual и Radeon HD 2600 X2. Ядра ГП взаимодействуют друг с другом через встроенный PCI-E-переключатель, обеспечивая каждому ядру пропускную способность в x8 (Radeon X1950 Pro Dual) и x16 (Radeon HD 2600 X2) PCI-E и имея программную настройку CrossFire, тем самым поддерживая два дополнительных аппаратных CrossFire-моста. Radeon HD 3870 X2 использовал PCI-E-переключатель PEX8547,, но каждое ядро совместно использовало пропускную способность x16 PCI-E. Карта «видела» лишь один CrossFire-мост, распаянный на плате между ядрами, тем самым позволяя лишь одному CrossFire-мосту подключаться к карте.
AMD утверждала о возможности поддержки 4 карт Radeon HD 3870 X2, что позволяло задействовать 8 ГП на нескольких материнских платах, включая MSI K9A2 Platinum и Intel D5400XS, так как эти материнские платы обладали достаточным пространством между PCI-E-слотами для видеокарт с двухслотовой системой охлаждения, вероятно за счет комбинирования двух раздельных аппаратных настроек CrossFire с программной настройкой CrossFire между этими двумя, но без поддержки в драйверах.

### Radeon HD 3600
Серия Radeon HD 3600 была основана на ГП RV635, состоящем из 378 миллионов транзисторов и выполненном по 55-нм технологическому процессу, со 128-битной шиной памяти. Поддержка HDMI- и D-Sub-разъемов также достигается за счет отдельных переключателей. Помимо реализаций DisplayPort, также существуют и другие варианты вывода информации на дисплей, как например, двойной DVI-разъем или комбинация разъемов DVI и D-Sub.
Единственный вариант, Radeon HD 3650, был выпущен 23 января 2008.

### Radeon HD 3400

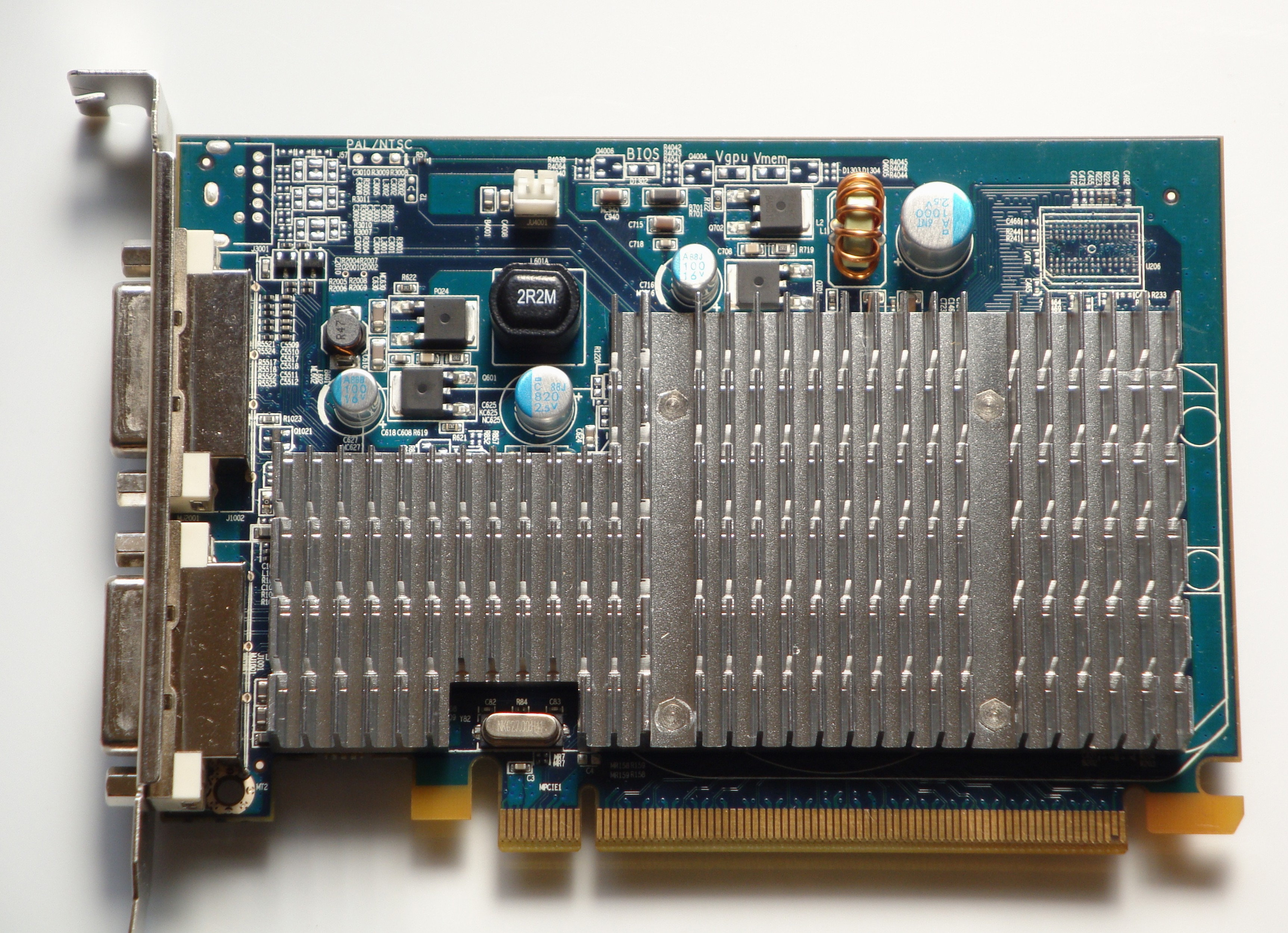
AMD Radeon HD3450

Серия Radeon HD 3400 основывалась на ГП RV620, состоящем из 181 миллиона транзисторов и выполненном по 55-нм технологическому процессу, с 64-битной шиной памяти. Продукты были доступны в виде полноразмерных ATX-карт и в виде низкопрофильных карт.
Единственной примечательной особенностью являлось то, что серия видеокарт Radeon HD 3400 (включая серию Mobility Radeon HD 3400) поддерживает ATI Hybrid Graphics.
Radeon HD 3450 и Radeon HD 3470 были выпущены 23 января 2008.

## Мобильные версии продуктов
Все серии Mobility Radeon HD 2000/3000 обладали схожим набором особенностей, что и десктопные модели, равно как и дополнительными возможностями экономии заряда батареи PowerPlay 7.0, которые были расширены по сравнению с предыдущим поколением PowerPlay 6.0.
Mobility Radeon HD 2300 — бюджетный продукт, включающий аппаратно реализованный UVD, но у него отсутствуют унифицированная шейдерная архитектура и поддержка DirectX 10.0 / SM 4.0, а ограниченная поддержка DirectX 9.0c / SM 3.0 использует более традиционную архитектуру предыдущего поколения. Самый производительный вариант, Mobility Radeon HD 2700, с более высокими частотами ядра и памяти, чем у Mobility Radeon HD 2600, был выпущен в середине декабря 2007.
Mobility Radeon HD 2400 предлагался в двух вариантах; стандартный HD 2400 и HD 2400 XT.
Mobility Radeon HD 2600 также доступен в двух модификациях; просто HD 2600 и, вершина мобильной линейки, HD 2600 XT.
Обновление поколения произошло также и у мобильных продуктов. Перед CES 2008 была представлена серия Mobility Radeon HD 3000. Выпущенная в первой четверти 2008, серия Mobility Radeon HD 3000 состояла из двух семейств: серии Mobility Radeon HD 3400 и серии Mobility Radeon HD 3600. Серия Mobility Radeon HD 3600 стала первой, в которой была реализована встроенная 128-битная GDDR4-память.
В период с конца марта и до начала апреля 2008 AMD обновила список ID устройств на своем веб-сайте с включением в список Mobility Radeon HD 3850 X2 и Mobility Radeon HD 3870 X2 и соответствующих им идентификаторов (ID). Позднее на весеннем IDF 2008, проходящем в Шанхае, макетная плата Mobility Radeon HD 3870 X2 демонстрировалась вместе с демонстрационной системой платформы Centrino 2. Mobility Radeon HD 3870 X2 базируется на двух ГП M88 с дополнительным чипом PCI Express-переключателя на единой плате. Демонстрируемая макетная плата использовала шину PCI Express 2.0 x16, тогда как финальный продукт должен был выйти с поддержкой AXIOM/MXM-модулей.

## Поддержка в драйверах

### Windows
Уязвимость для утилиты «Фиолетовая пилюля» (Purple Pill) Алекса Ионеску, которая позволяла неподписанным драйверам загружаться в Windows Vista и получать доступ к ядру операционной системы, была исправлена в выпуске Catalyst 7.8 (версия 8.401). AVIVO видеоконвертер для Windows Vista и контроль цветовой температуры в Центре Управления (Catalyst Control Center) были добавлены в Catalyst 7.9, версия сборки 8.411. Программный CrossFire был включен для видеокарт серий HD 2600 и HD 2400 в Catalyst 7.10 (версия сборки 8.421)
Catalyst 8.1, версия сборки 8.451, обеспечил поддержку технологии MultiView для ускорения обработки OpenGL на конфигурациях из нескольких видеокарт (CrossFire). Драйвер также позволил создавать CrossFire-конфигурации из видеокарт Radeon HD 3850 и HD 3870.
Catalyst 8.3 описывался самой AMD как один из ключевых выпусков, поддерживающий DirectX 10.1, технологию ATI CrossFire X, и позволяющий объединять видеокарты Radeon HD 3800 различных серий для создания конфигурации CrossFire X с 2 или 4 ГП. В Catalyst 8.3 было представлено новое управление видео для улучшения качества воспроизведения видео, причем это управление включает в себя значительные улучшения и настройки снижения зашумленности. Также была представлена поддержка расширенного рабочего стола (extended desktop) в режиме CrossFire X. Также в этом выпуске официальную поддержку получила поддержка сглаживания для Unreal Engine 3.0 в играх с поддержкой DirectX 9.0, поддержка CFAA-фильтров (wide tent и box tent) становится доступной при активации Super AA, а также и прочие возможности, как например, поддержка разработчиков в аппаратном замощении поверхности, аппаратно ускоряемое масштабирование соотношения сторон экрана LCD, поддержка HydraVision в Windows Vista, позволяющая добавлять максимум 9 виртуальных рабочих столов, и новый клиент Folding@Home (версия 6.10).
В Catalyst 8.5 (версия сборки 8.493) были добавлены новые возможности, к которым относится, например, компонентное видео с разрешениями 480i и 480p, поддержка ТВ-вывода стандарта SECAM, возможность использования режима 1080p HDTV при выводе сигнала по HDMI, поддержка 1080p24 (разрешение 1080p при 24 кадрах/с), HDMI Audio для нестандартных ТВ-режимов (CEA 861b), поддержка адаптивного сглаживания при использовании OpenGL, поддержка Windows XP SP3 и улучшена программа удаления. Драйвер также содержит улучшения производительности и исправления некоторых ошибок, вызывающих нестабильность и некорректную растеризацию в некоторых играх.
Необходимо заметить, что текущие драйверы Catalyst не поддерживают AGP-версии карт серий Radeon HD 2000/3000, созданных при помощи моста RIALTO. Установка драйверов Catalyst для таких карт вызывает следующее сообщение об ошибке: «setup did not find a driver compatible with your current hardware or operating system» («программа установки не обнаружила драйвера, совместимого с вашим текущим аппаратным обеспечением или операционной системой») или просто происходит завершение работы программы. AGP-карты, о которых идет речь, неофициально поддерживаются ATI/AMD при помощи «заплаток» для набора драйверов Catalyst каждый месяц, начиная с мая 2008, когда вышло исправление для Catalyst. Их идентификаторы (ID) как PCI-агентов (PCI vendor) перечислены ниже:
| Ядро ГП       | Продукт            | ID PCI-устройства |
| ------------- | ------------------ | ----------------- |
| RV610         | Radeon HD 2400 Pro | 94C4              |
| RV620 (M82SE) | Radeon HD 3430     | 95C2              |
| RV620         | Radeon HD 3450     | 94C6              |
| RV630         | Radeon HD 2600 Pro | 9587              |
| RV630         | Radeon HD 2600 XT  | 9586              |

### Linux
Официальный драйвер с закрытым исходным кодом от ATI для Linux называется fglrx. С таким названием драйвер распространялся вплоть до января 2008 года и версии 8.42.3 — 18 января fglrx переименован в «драйверы Catalyst для Linux» (Catalyst drivers for Linux) с целью синхронизации номеров Windows и Linux-версий драйверов. Catalyst для Linux получил версию 8.1, и как и Windows-версия стал выходить ежемесячно. После покупки компании ATi компанией AMD драйвер для Linux был не только переименован — ситуация с ним коренным образом изменилась. Качество стало лучше, поддержка нового оборудования стала появляться так же быстро, как и в Windows-версии драйвера. Ранее отсутствовала поддержка AGP-версий карт HD 2400 и HD 2600, но она была добавлена в версии 8.5 fglrx. Количество проблем с производительностью и общей стабильностью работы системы с видеодрайвером fglrx стало постепенно снижаться.
Похоже на то что отношение к видеодрайверам для Linux и к Linux в целом изменилось после сделки с AMD. Сообщество пользователей Linux сильно обрадовало открытие спецификаций для видеочипсетов ATi, что позволило не только улучшить совместимость программ с ними. Linux-сообщество сумело в течение короткого времени добавить в свободный драйвер для видеокарт ATi, разрабатываемый сообществом свободного ПО, поддержку аппаратного 3D-ускорения. Уже в первую неделю после открытия первой порции спецификаций (компания AMD не прекращает эту практику по сей день) появился открытый драйвер RadeonHD, отличающийся от ati поддержкой аппаратного 3D-ускорения. Такая скорость объясняется тем, что разработка RadeonHD велась ещё до открытия спецификаций ограниченным кругом лиц, которым предоставили спецификации раньше всех под подписку о неразглашении. Для разработки RadeonHD компании AMD и Novell выделили несколько сотрудников, разрабатывающих вместе с сообществом драйвер в режиме полного рабочего дня. Обкатанные в RadeonHD изменения затем принимались в ati, превратившийся из свободного драйвера в открытый. Таким образом RadeonHD представлял улучшенный драйвер ati, его версию с новыми нестабилизированными функциями. Поддержка аппаратного 3D-ускорения для чипсетов R600 начала разрабатываться в RadeonHD в июне 2008 года, после того как были открыты спецификации для старых чипсетов, до открытия спецификаций для R600. Сегодня поддержка аппаратного 3D-ускорения на Radeon R600 сильно уступает проприетарному драйверу fglrx (субъективно кадров в секунду получается меньше в 10 раз, при этом скорость 2D-ускорения была и остаётся выше), а RadeonHD больше не разрабатывается. Все изменения были приняты в драйвер ati несколько лет назад и качество работы ati ушло далеко вперёд. А тем временем компания AMD продолжает открытие спецификаций для новых видеочипсетов, взаимодействует со многими проектами с открытым исходным кодом, и помогает драйверу ati большими патчами с поддержкой нового оборудования (иногда ещё не вышедшего, например так произошло с AMD Fusion).
Вслед за радостью в среду сообщества свободного ПО пришло разочарование. Проприетарный драйвер fglrx перестал поддерживать видеокарты Radeon X1xxx (видеочиспет R500) и младше начиная с версии 9.4 (апрель 2009 года). Компания AMD комментирует это так, что свободный драйвер уже работает неплохо, и они отказываются от поддержки старых видеокарт для того чтобы сконцентрировать усилия на поддержке новых. Примечательно то, что поддерживаться остались только те видеочипсеты, которые были актуальны ещё до покупки компанией AMD компании ATi. Аналогичная участь постигла также драйверы для Windows. Дело в том, что для Linux в видеодрайверах нужно периодически добавлять поддержку нового ядра системы и новой версии графической системы Xorg. Конкурент ATi, компания nVidia, давно занимается такой практикой — при этом в уже не развивающиеся драйверы добавляется поддержка последних версий ядра системы и графического сервера X.org (а именно компонент X-Server). fglrx 9.3 работает с X-Server 1.5 и младше, и ядром Linux 2.6.28 и младше. В fglrx 9.4 добавлена поддержка X-Server 1.6. Владельцы новейших дистрибутивов Linux, или со временем обновляющие устаревающие, получали малоработоспособные видеокарты, которые даже не успели морально устареть.

### Публикация документации
AMD подтвердила выпуск официальной документации для каждого поколения ГП, чтобы поддержать сообщество разработчиков ПО с исходным кодом и разработку драйвера с открытым исходным кодом — RadeonHD для Linux. Первая официальная документация и анализатор кода для выполнения подпрограмм AtomBIOS ROM были выпущены в сентябре 2007. Руководство по Архитектуре Набора Инструкций для семейства R600 было выпущено 11 июня 2008. Образцы кода и официальные заголовочные файлы для 3D-движков R600 и R700 3D были выпущены в декабре 2008. AMD выпустила спецификации для семейств r6xx и r7xx 26 января 2009.

## Продвижение на рынке

### Новая схема нумерации моделей Radeon HD
Схемы нумерации для серии Radeon HD, равно как и для серии Mobility Radeon HD, подвергались значительным изменениям. Одновременно с отменой ранее существовавших суффиксов PRO, XT, GT и XTX, для продуктов вводилась дифференциация по последним двум цифрам номера модели (например, HD 3850 и HD 3870 дают представление о том, что модель HD 3870 обладает большей производительностью, чем HD 3850). А для двухчиповых продуктов новый суффикс «X2» будет использоваться для обозначения двухчипового решения на одной плате. Схожие изменения были внесены и в систему именования встроенных видеочипов чипсетов (IGP): у ранее представленного чипсета AMD M690T со встроенной памятью (side-port memory) IGP получил название «Radeon X1270», а у чипсета AMD 690G IGP получил название «Radeon X1250», а у чипсета AMD 690V IGP функционирует на более низких тактовых частотах и обладает меньшим числом функций, соответственно получив название «Radeon X1200». Новая схема нумерации продуктов показана ниже:
| Категория                   | Диапазон номеров моделей (с шагом в 20)1 | Ценовой диапазон (USD) | Число вычислительных блоков | Память                               | Память                  | Память                        | Выходы                                 | Продукты                                     |
| Категория                   | Диапазон номеров моделей (с шагом в 20)1 | Ценовой диапазон (USD) | Число вычислительных блоков | Тип                                  | Ширина (бит)            | Объём (MiB)                   | Выходы                                 | Продукты                                     |
| --------------------------- | ---------------------------------------- | ---------------------- | --------------------------- | ------------------------------------ | ----------------------- | ----------------------------- | -------------------------------------- | -------------------------------------------- |
| Двухчиповые для энтузиастов | X2,970                                   |                        | 200 %                       | GDDR3, GDDR4, GDDR5                  | 2x 256                  | 2x 512—1024                   | 2 DVI, HDMI, DP (Переходник)           | 3870 X2,3850 X2 4870 X2,4850 X2 5870 X2,5970 |
| Высшая                      | 830-890                                  | >$200                  | 70-100 %                    | GDDR3, GDDR4, GDDR5                  | 256                     | 256-1024                      | 2 DVI, HDMI, DP (Переходник)           | 3870,3850 4870,4850,4830 5870,5850,5830      |
| Массовая                    | 550-770                                  | $50-$200               | 20-50 %                     | DDR2, GDDR3, GDDR5                   | 128                     | 128-512                       | D-Sub, DVI 2 DP, HDMI (Переходник)     | 3650,4670,4650 5770,5750 5670,5570,5550      |
| Бюджетная                   | 350-470                                  | <$50                   | <15 %                       | DDR2, GDDR3                          | 64                      | 64-512 (HM: 768—1024)         | D-Sub, DVI, HDMI, DP (Переходник)      | 3470,3450 4350,5450                          |
| Интегрированые              | 000-300                                  |                        |                             | UMA, встроенная память (GDDR2/GDDR3) | UMA + 32 (встроенная) 2 | 64-1282 + UMA (зависит от ОС) | D-Sub, DVI, HDMI, DP Component (YCbCr) | 3200,3100                                    |

- 1 Последние две цифры означают примерно то же самое, что и предыдущие суффиксы, когда «70» сравнима с «XT», а «50» соответствует варианту «Pro»[22], тогда как «90», встречаемый однажды в линейке, может рассматриваться как вариант «XTX».
- 2 Встроенная в чипсет память в качестве локального буфера кадров доступна только на некоторых моделях IGP, то есть не все модели IGP обладают подобной возможностью.

### Путаница с продуктами
После первого выпуска Radeon HD 2900 произошла неразбериха, связанная с наличием или отсутствием в продукте отдельного аппаратного видеопроцессора, из-за утверждения о поддержке программы AVIVO HD. Множество рецензентов и читателей/потребителей восприняло это как подтверждение того, что HD 2900 оснащен тем же самым чипом UVD, что и видеокарты серий HD 2400 & HD 2600, невзирая на то, что некоторые сайты отмечали это различие при запуске продукта, а несколькими неделями ранее проблема получила подтверждение в виде статьи TechReport. Эта путаница и последующие дискуссии вынудили AMD сделать официальное заявление, призванное прояснить в каких именно моделях доступен UVD. Возможности HD 2900 XT по воспроизведению видео схожи с возможностями карт X1000 с поддержкой AVIVO.
Начиная с августа 2007 некоторые системные сборщики, к которым относится и Falcon Northwest, получили версию карты Radeon HD 2900 XT с 1 Гб GDDR4 (чипы памяти Samsung 0.9 нс (K4U52324QE-BC09) GDDR4). Falcon Northwest ошибочно пометила видеокарту как «Radeon HD 2900 XTX».
Следует отметить, что несколько продуктов, входящих в серию Mobility Radeon X2000, фактически основываются на устаревшей архитектуре R520, обладают поддержкой только DirectX 9.0c и не имеют встроенного чипа UVD.